# Tim Danielsen
 Der er for få eller ingen kildehenvisninger i denne artikel, hvilket er et problem. Du kan hjælpe ved at angive troværdige kilder til de påstande, som fremføres i artiklen.

Tim Danielsen er professionel minigolfspiller for klubben Hjelmsjö Bangolfklubb. Han er kåret til junior-Danmarksmester otte gange og har sammen med sin klub også vundet DM i hold. Tim har også optrådt til to verdensmesterskab og to Europamesterskaber, hvor det er blevet til en finalerunde i Göteborg i 2017.  Seneste store titel er det svenske minigolf mesterskab I 2020. Tim Danielsen er søn af Per Danielsen, som er nuværende Danmarksmester i minigolf. Tim er en legende i hans årgang og besidder banerekorden på Jyllinge minigolfklub som lyder på 28 slag.  
Tim Danielsens karriere startede ved Ejby Sommerbys minigolfanlæg. Han har også deltaget i P3 Liga. Danielsens eneste nederlag 1 mod 1 var mod Ferdinand Schou Hunneche i Ejby i 2014.